# Mabel Annesley
Lady Mabel Marguerite Annesley (25 de febrero de 1881 - 19 de junio de 1959) fue una grabadora en madera y pintora acuarelista londinense. Su obra se halla en muchas colecciones, incluyendo el Museo Británico, el Museo Victoria y Alberto, la Galería Nacional de Canadá y el Museo de Nueva Zelanda. En 1952, fue exhibida en el Festival de Gran Bretaña.

## Biografía
Nació en 1881, en Annesley Lodge, Regent Park, Londres, hija de Hugh Annesley, el quinto conde Annesley (1831–1908), teniente-coronel en la Scots Fusilier Guards y terrateniente, y de su mujer, Mabel Wilhelmina Frances Markham, condesa Annesley (1858–1891). Su madre era bisnieta de Sir Francis Grant, eminente pintor de retrato victoriano y presidente de la Real Academia. Su media-hermana, Lady Constance Malleson fue una escritora, actriz, y esposa de Bertrand Russell.
Inicialmente la enseñaron en casa. En 1895, a los catorce años, empezó estudios en la Escuela de Pintura Animal de Frank Calderon, en Londres. A los dieciocho, fue elegida miembro de la Belfast Society of Art y exhibió sus obras allí por muchos años, de 1899 a 1926.
Se casó con Gerald Sowerby (1878–1913) en 1904. Sowerby era lugarteniente de bandera del almirante Luis de Battenberg y comandante de bandera al mando del comandante-en-jefe, en Portsmouth. La pareja tuvo un hijo, Gerald Francis Sowerby (más tarde Annesley). Su marido falleció en 1913, y un año más tarde hereda el Castillo Castlewellan, tras la muerte de su hermano Francis. Volvió al Castillo en 1914, y recuperó su apellido de soltera. El Castillo era hogar de un famoso arboretum, con Annesley trabajando duro para recuperar las pérdidas incurridas debido a deberes irrenunciables.

## Carrera artística
Aproximadamente a los cuarenta años, aprendió la técnica del grabado en madera, en la Escuela Central en Londres bajo la tutela de Noel Rooke de 1920 a 1921. Pronto fue considerada como una de las tres o cuatro exponentes principales en Gran Bretaña de ese arte junto con artistas como Gwen Raverat y Robert Gibbings. Exhibió 27 impresiones con la Sociedad de Grabadores de Madera entre 1922 y 1939, siendo elegida miembro en 1925. También exhibió en su estudio en la calle Lombard 12, Belfast en 1925, y dio conferencias sobre grabado en madera. Annesley ilustró un número de volúmenes para Golden Cockerel Press, incluyendo Canciones de Robert Burns (1925), y para Duckworths County Down Songs (1924) y Apollo in Mourne (1926) por Richard Rowley, de Ulster. Cuando más tarde desarrolló artritis, empleó lino en lugar de boj para continuar trabajando.
En 1926, exhibió con la Sociedad de Acuarela de Irlanda, con los "Pintores de Dublín" en 1938, y fue incluida en una exposición de arte irlandés, en 1930, en Bruselas. Annesley diseñó disfraces y trajes de época con William Conor para el 1500.º aniversario de la llegada de San Patricio a Irlanda en Saul, Co. Down en 1932 en el Castillo Ward, Strangford. En 1933 una selección de su trabajo, acuarelas, maderas grabadas, y puntos de plata fueron exhibidos en la Galería Batsford, Londres. En 1934, la Exposición de la Unidad del Ulster mostró su trabajo, y ese mismo año fue elegida miembro honorario de la Real Academia del Ulster. En 1939, su colección contemporánea de grabados en madera, y 20 de sus trabajos, fueron donados al Belfast Museum and Art Gallery.
Se mudó de casa varias veces, viviendo también en Belfast, Connemara y en Rathfriland. Durante la Segunda Guerra Mundial emigró a Nueva Zelanda regresando a Inglaterra en 1953, estableciéndose en Suffolk. Annesley tenía un fideicomisario con la Galería de Arte Obispo Suter, en Nelson, mientras vivía en Nueva Zelanda, comprando para la Comisión, cuando ella visitaba Inglaterra.

## Reconocimientos
Lady Mabel Annesley falleció de mielomatosis el 19 de junio de 1959 en Clare, Suffolk, y fue inhumada en Long Melford, Suffolk. Dejó una autobiografía inacabada llamada "Como la vista se dobla", la cual fue publicada por Museum Press en 1964. En ella dice que Paul Nash y David Jones fueron sus influencias particulares. Un memorial conmemorativo de su trabajo se celebró en la Galería de Arte Whitworth en 1960.
Es conmemorada con una placa azul en el Círculo de Historia del Ulster en el Arboretum, de Castlewellan Forest Park, County Down.

## Otras lecturas
- Egerton, Diane Allwood (2010). Artist and aristocrat : the life and work of Lady Mabel Annesley, 1881-1959. [Belfast]: Ulster Historical Foundation. ISBN 9781903688984.